# 中小企業振興ネットワーク
中小企業振興ネットワーク（ちゅしょうきぎょうしんこうネットワーク）とは、日本振興銀行の取引関連企業で構成されていた企業グループ。

## 概説
2008年7月に、日本振興銀行を中心に、中小企業振興の趣旨で設立された。日本振興銀行の融資先に会員資格があった。構成企業は、中核となる正会員のほか産業機能別ネットワーク・業務機能別ネットワーク・金融機能別ネットワークの各加盟企業と、事務局を合計して、2010年5月27日時点で136社になっていた。このグループに加盟していた企業に対してコンサルティングを行う同名の会社（株式会社中小企業振興ネットワーク）もあった。

## 中核企業
- 日本振興銀行株式会社（2010年9月10日に民事再生法適用申請）
- 中小企業保証機構株式会社（旧・ビービーネットファイナンス株式会社、2010年10月15日に民事再生法適用申請[3]）
- 中小企業信用機構株式会社（旧・株式会社アプレック、2011年1月25日に民事再生法適用申請[4]、2012年1月1日株式会社ジャパン・ファイナンシャル・ソリューションズに商号変更）
- 中小企業管理機構株式会社（旧・株式会社城東SFキャピタル、2011年9月14日に破産手続開始決定[5]）
- 中小企業債権回収機構株式会社（後の中小企業債権回収株式会社）
- 中小企業信販機構株式会社
- 中小企業業務機構株式会社
- 中小企業投資機構株式会社（旧・ビービーネット株式会社、後のクレスト・インベストメンツ株式会社。2012年7月31日に民事再生法適用申請、2012年12月4日に破産手続開始決定[6]）[7]
- 中小企業支援機構株式会社（後の株式会社日本イノベーション、2012年2月8日に破産手続開始決定[8]）
- 中小企業IT支援機構株式会社 (後の株式会社フェアパートナー 2014年02月13日に特別清算開始決定[9]）
- 中小企業経営支援機構株式会社（後の株式会社BASホールディングス、2013年4月3日に破産手続開始決定[10]）
- 中小企業人材機構株式会社（旧・株式会社SBG。後の株式会社Ｊ－ＮＥＸＴ、2014年12月3日特別清算開始決定[11]）
- 株式会社中小企業振興ネットワーク（日本振興銀行の経営破綻後実質的に事業停止、株式会社インクネットに商号変更後2014年12月17日に破産手続開始決定[12]）
- 中小企業再生機構株式会社（後のインプルーブ株式会社、2015年8月24日に特別清算開始決定[13]。2016年2月16日清算結了[14]）

## 産業別ネットワーク
- 中小企業建設機構株式会社（後のCDSコンストラクショングループ株式会社 2016年2月4日に特別清算開始決定[15]。2016年5月31日に清算結了[16]）
- 中小企業不動産機構株式会社 （後のレオアセットマネジメント株式会社 2014年2月25日に特別清算開始決定[17]）
- 中小企業広告機構株式会社（後のアド・サクセス株式会社 2015年10月1日に破産手続開始決定[18]。2016年5月19日に法人格消滅[19]）
- 中小企業サービス機構株式会社 (後のファイブフォース株式会社 2014年9月30日に特別清算開始決定[20])
- 中小企業製造機構株式会社（のちの創路株式会社、2013年9月18日に特別清算開始決定[21]）
- 中小企業飲食機構株式会社（2014年11月12日に特別清算開始決定[22]）
- 中小企業流通機構株式会社（後のにぎわいパートナーズ株式会社、2012年12月19日に破産手続開始決定[23]）
- 中小企業レジャー機構株式会社（後のエフエルワイ株式会社 2015年4月22日に特別清算開始決定[24]）
- 中小企業農業機構株式会社（後のエーオーエス株式会社 2017年7月19日に破産手続開始決定[25]。2017年12月8日に法人格消滅[26]）
- 中小企業レンタル機構株式会社（後の武蔵商事株式会社 2019年11月6日に破産手続開始決定[27]）

## 無関係の団体
- 独立行政法人中小企業基盤整備機構
- 株式会社企業再生支援機構（法案作成時は中小企業等の再建支援を想定していた）